# ماکینو تاداکیو
ماکینو تاداکیو ((به ژاپنی: 牧野 忠精 Makino Tadakiyo); ۲۶ نوامبر ۱۷۶۰ – ۱ ژانویهٔ ۱۸۲۸) سامورایی و روجو در دوره ادو اهل ژاپن بود.